# Altan Telgey
Altan Telgey é uma deusa da terra mongol.   Não está claro qual relação tem com Etugen. Em mongol, Delkhey (Delkhi) significa literalmente terra. Nas canções mongóis modernas, o termo Altan Delkhi é normalmente mencionado.